# El equipo
El equipo (anteriormente El Grecco) es una serie de televisión mexicana de drama policiaco protagonizada por Alfonso Herrera, Zuria Vega, Alberto Estrella y Fabián Robles.
Es una serie policíaca narrada en tono épico que mezcla acción, drama, amor, y muestra el trabajo y esfuerzo de los Policías Federales Mexicanos, que cada día arriesgan su vida por proteger a la sociedad.
La historia se centra en Santiago, Fermín, Magda y Mateo, que en un momento de su vida tomaron la decisión de convertirse en Policías Federales.
En cada capítulo, El Equipo resuelve un caso diferente, en se presenta el proceso de inteligencia, el operativo y la captura del delincuente; al mismo tiempo que los personajes deberán enfrentarse a sus sentimientos y resolver sus propios problemas de la vida cotidiana.
Una superproducción inspirada en hechos reales, producida por Pedro Torres y dirigida por Carlos García Agraz y Chava Cartas

## Personajes

### Principales
- Alberto Estrella como Santiago.
- Alfonso Herrera como Fermín.
- Zuria Vega como Magdalena Sáenz.
- Fabián Robles como Mateo.
- Roberto Blandón como el jefe Sigma.
- Marisol del Olmo como Natalia.
- Mariana Van Rankin como Silvia Moguel.
- Flavio Medina como Eliseo Raya.
- Adanely Núñez como Lucila.
- Claudia Álvarez como Pilar.
- Manuel Ojeda como el Capitán.
- Mario Casillas como "El Deme".
- Luis Couturier como Don Lorenzo.
- Gabriela Zamora como Fernanda
- Luis Uribe como Carlos Raúl Quinzaños.
- Leonardo Mackey como "El Trompo".
- Antonio Zamudio
- Marina Marín como Nana Magdalena "Magda".
- Juan Carlos Barreto como "El Vale".
- Marco Uriel como "El Míster".
- José Montini como "Gordo Paleta".
- Gustavo Sánchez Parra como "Jesús García Anzaldua 'El Bebé'".
- Pablo Abitia como "El Willy".

### El Equipo
- Ramón Valdez Urtiz como Fernández.
- Arturo Posada como Otero.

## Controversia
Desde su estreno esta serie de televisión causó controversia debido a la utilización de instalaciones y recursos de la Secretaría de Seguridad Pública Federal Mexicana y de su uso propangandístico, ya que desdibujaba la participación de la Secretaría de Marina y el ejército en la lucha contra la delincuencia organizada, de hecho, en la serie y por lo menos en la descripción del programa, la Procuraduría General de la República (PGR) ni siquiera aparece. así como por el supuesto pago que dicha secretaría hizo a la televisora por más de 118 millones de pesos de su presupuesto para la realización de la serie estos escándalos, junto con baja audiencia (17.5 medido por ibope en su estreno) provocaron su salida del aire.